# 我童年的天空
我童年的天空，也译作童年的天空，是一部哈萨克斯坦电影。影片讲述哈萨克斯坦总统努尔苏丹·纳扎尔巴耶夫的童年故事。剧中童年的纳扎尔巴耶夫名叫“苏丹”，梦想成为一名飞行员。在他即将完成学业时，他得到了前去基辅民用航空舰队学院（今基辅航天大学）深造的机会，不过命运让他走上了另外的道路。
影片于2010年1月26日在哈萨克斯坦阿拉木图开机，原本打算在努尔苏丹·纳扎尔巴耶夫70岁寿辰时公映。